# アスプロモンテの戦い

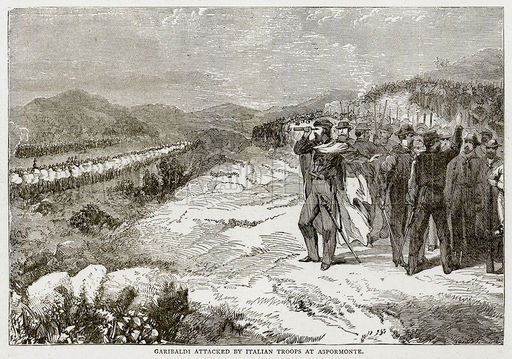
アスプロモンテでイタリア軍に攻撃されたガリバルディ

アスプロモンテの戦い(イタリア語: La Giornata dell'Aspromonte)は、1862年8月29日に行われた戦闘。
イタリア統一運動（リソルジメント運動）の一環に位置付けられている戦闘の一つである。
名称は、戦いが起こった場所の近くにある南イタリアのアスプロモンテ山（アスプロモンテ山塊とも）にちなむ。ローマの併合を急ぎたいジュゼッペ・ガリバルディがシチリア島からローマへ向かって進軍し、一方で教皇国との軍事的衝突を避けたいイタリア王国がエミリオ・パッラヴィーニ（イタリア語版）率いる王立のイタリア軍をガリバルディを阻止するために派遣、アスプロモンテで両者が軍事衝突した事件である。この勝利で主導的役割を果たしたのは、1861年末にシチリア総監に就任しガリバルディを阻止することを決めたエンリコ・チャルディーニ将軍、およびチャルディーニに派遣され実際に王立軍を指揮したエミリオ・パッラヴィチー二大佐などである。イタリア王国に併合する目的で、シチリア島からローマに向かって行進していたガリバルディの志願兵の軍隊を王国軍が撃破。そしてガンバリエから数キロ離れた場所で行われた戦闘で、ガリバルディは負傷し、捕虜となった。これによりガリバルディ率いる義勇軍は、イタリア王国軍とともにシチリアからローマへの行進をすることになり、時の教皇ピウス9世を追い出すこととなった。

## 背景
1861年3月17日にヴィットーリオ・エマヌエーレ2世がイタリア王になったとき、新生・イタリア王国にはヴェネツィアとローマは含まれなかった。数十年後には「未回収のイタリア」と呼ばれることになるこれらの都市は、近代イタリア政治における恒常的な紛争の原因であり、イタリア王国にとって外交上の最優先課題であった。特に「ローマ問題」は、カミッロ・カヴールの演説をうけた1861年3月27日に、イタリア議会がローマが首都であると宣言したことで起こった。（カヴ―ルは翌年の6月6日に没）これは当時の教皇ピウス9世の意図に反し、ローマを世俗の政治権力による支配を維持するという宣言であった。
イタリア王国政府では、 この問題への対処についてさまざまな見方・対立があり、これにより1862年には首相のベッティーノリカソーリが辞任した。（ローマ側の詰問も彼には答えたともされる）彼の後継者である。ウルバーノ・ラタツィは、聖座に対する彼の態度は無礼なことで有名だったが、イタリア王国はラタツィ政権においてもローマ教皇領に対する低姿勢の外交を堅持した。（ラタツィは、1850年代にはサルデーニャ王国の内務大臣として、宗教企業の抑圧政策を実行したメンバーに名を連ねていた）
一方、ジュゼッペ・ガリバルディ将軍はシチリア島に到着し、ローマでの行進を目的として軍隊を編成し始めた。フランス（当時のイタリアに対し最も影響力のある同盟国であった）と教皇の非妥協的な反応は、イタリア政府に介入を決意させる要因であった。 8月3日、ヴィットーリオ・エマヌエーレ2世はガリバルディの「罪あるせっかち」を公式に非難し、ラッタッツィはエンリコ・チャルディーニ将軍の命令で、ガリバルディを止めるために王立軍を派遣した。

なお、ガリバルディがローマへの進軍の目的は、様々な説がある。
- 政治的主導説…ガリバルディがシチリア島の中心都市であるパレルモの住民にに及ぼす影響力を認識することに同意した。ガリバルディが見たイタリア王国は、政府は王が主導し、王の拒否権と将軍の壟断により[3]機能不全にあった。したがって、訪問の目的は、いわゆる「民主的な」党[4]のイニシアチブを再開し、その紛れもない指導者の役割を強化することであったであろう。
- クーデターまたは武力示威説…一見ガリバルディの再蜂起は、多くの参加者が集まることとなり、いったん下野した彼の行動に対する世間からの称賛があった。こうしたことを背景に、ガリバルディ主導の政権を臨む機運が高まった。最初の蜂起では、非常に高揚した機運も、2回目の蜂起では不確実性を帯び始めた。また、軍事行動の目的自体も非常に不確実性を帯びたものであった。 実際、戦略的にも遠方からローマを目指すのは不合理であり、他の人々は、ガリバルディがギリシャへの義勇軍に参加すべく到着し、その後、イタリア国内の政情不安に強くに揺さぶられたと主張した。その遠征は、いかなる成熟にも達することなく、主権者である国王との間接的な合意や妥協で概説されたであろう。[5]
- 退役軍人による象徴への推戴説…これを裏付ける唯一の傍証は、ガリバルディがこれからわずか2年後、彼らの勝利の場所で、民衆の歓喜に迎えられ、さらに幾多の遠征に参加した退役軍人たちの憧れの的であったことである。

最終的には、ガリバルディ将軍が自身個人や民主政治への人気、そして革命的なイニシアチブの再開の可能性を試そうと島に上陸したといえるだろう。パレルモとマルサラでの試行に熱心に取り組んだのは、2年前にマルサラから始まる新しい遠征を指揮することを決めるためにであった。おそらく目標は成熟し、その間に、それはマルサラで、「ローマまたは死のどちらか」が群衆から叫ばれた。ガリバルディはメッセージの即時性に打たれ、彼のモットーとしてそれを仮定した。
当局は、特定の命令を受けずに、彼に3つの列をカターニアに持ち込ませ、義勇兵を集めた。

## 戦い

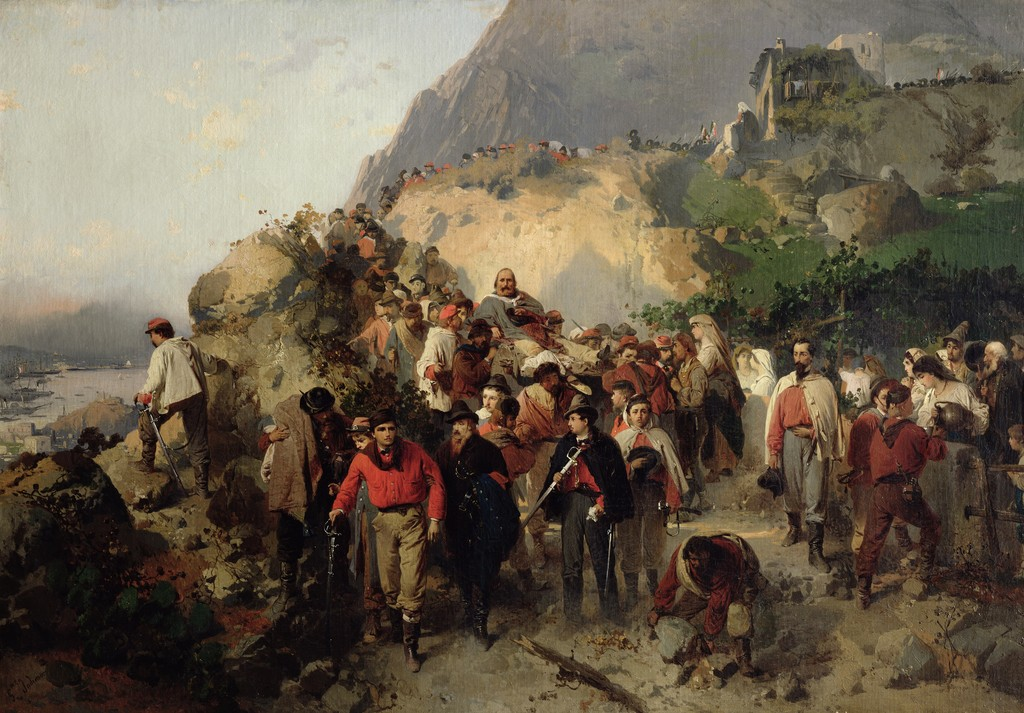
アスプロモンテで負傷したガリバルディ（ Gerolamo Induno作）